# 国服 (开元礼)
国服是大唐《开元礼》中所规定四夷之君朝见中国天子所服的本国服饰，谓“蕃主服其国服”。汉唐藩属体制中，边疆民族首领存在着定期朝见唐朝皇帝的所谓“朝集”制度。无论是外国君主及其使者或者臣子朝谒中国天子，接受官职，贡献方物，还是中国天子宴请外国君主，外国君主都要穿国服奉礼。因此中国的附属国都有本国国服，比如契丹、朝鲜、日本、越南等，这种外交礼仪服饰后来则演变为他们各自的民族服装。历代《职贡图》记录下了周边异族的国服。如唐朝阎立本的名作《职贡图》，梁元帝萧绎绘制的最早的《职贡图》。而中国天子以及百官的国服则是绛纱袍。绛纱袍则是汉朝以来天子和百官的朝服。

## 契丹国服
契丹多次朝见大唐天子。因此《辽史》里专门有国服条，对契丹国服进行了规定。契丹国服 分为祭服、朝服、公服、常服、田猎服、吊服六类，包括络缝红袍、锦袍、紫窄袍、金带、络缝靴等。

契丹占领唐朝领土后也引入了唐朝的国服，称其为汉服。辽初建国，礼服分为二式:汉族官吏用五代后晋之服制，称“汉服”或称“南班服制”，契丹诸臣则穿契丹之衣，称“国服”，或称“北班服制”。在服饰文化方面，契丹的统治者根据境内的实际情况采取了以国制治契丹，以汉制待汉人，尊重各自的习俗的衣冠制度，因此提出“北班国制，南班汉制，各从其便焉”的制度。

## 日本国服
6世纪，梁代《职贡图》中绘有倭国使。